# Carex lenticularis
Carex lenticularis (лат.) — травянистое растение, вид рода Осока (Carex) семейства Осоковые (Cyperaceae).

## Ботаническое описание
Растение с ползучим корневищем, образующим рыхлые и возможно плотные дерновины.
Соцветие 2—2,5 см длиной, из 3—4 тесно сближенных колосков. Верхние 1(2) колоска тычиночные; нижние (1)2—5 пестичные или, нередко, андрогинные, обычно многоцветковые, большей частью узкоцилиндрические, почти сидячие или нижние иногда на ножках до 3 см длиной. Кроющие чешуи продолговато-яйцевидные, с одной жилкой, острые или тупые, короче мешочков, реже могут быть равные им. Мешочки плоско-выпуклые, тонкокожистые, с утолщённо-ребристыми жилками, с хорошо обособленной тонкой ножкой 0,3—0,5 мм длиной и бурым на верхушке, коротким, цельным носиком. Рылец 2. Нижний кроющий лист без влагалища, линейный, реже щетиновидный.
Плод наполовину заполняет мешочек.

## Распространение
Дальний Восток: Курилы (остров Шумшу); Северная Америка.
Растёт по сырым приморским лугам.

## Систематика
В пределах вида выделяются пять разновидностей:
- Carex lenticularis var. dolia (M.E.Jones) L.A.Standl. — от Аляски до штата Монтана
- Carex lenticularis var. impressa (L.H.Bailey) L.A.Standl. — запад США
- Carex lenticularis var. lenticularis — от субарктической Америки до севера центральной части и северо-востока США
- Carex lenticularis var. limnophila (Holm) Cronquist — Осока Хиндса; от Алеутских островов до западной Калифорнии, остров Шумшу на Курилах
- Carex lenticularis var. lipocarpa (Holm) L.A.Standl. — от Аляски до Нью-Мексико

Разновидность Carex lenticularis var. limnophila (Holm) Cronquist отличается от типичных представителей вида более крупными мешочками и более длинными чешуями пестичных колосков.